# Foudia
Els fudis (Foudia) són un gènere d'ocells de la família dels plocèids (Ploceidae).

## Taxonomia
Segons la Classificació del Congrés Ornitològic Internacional (versió 2.7, 2011) aquest gènere està format per 7 espècies:
- Foudia madagascariensis - fudi vermell.
- Foudia eminentissima - fudi de les Comores.
- Foudia aldabrana - fudi d'Aldabra.
- Foudia omissa - fudi boscà.
- Foudia rubra - fudi de l'illa de Maurici.
- Foudia sechellarum - fudi de les Seychelles.
- Foudia flavicans - fudi de Rodrigues.

Alguns autors inclouen una octava espècie extinta de la que no es conserven mostres biològiques:
- Foudia delloni Cheke et Hume, 2008 - fudi de la Reunió.